# 麻雀の反則行為
麻雀の反則行為では、麻雀におけるルール違反、いわゆるチョンボ（錯和）について概説する。チョンボがあった場合、チョンボした者が罰符の支払い（多くは満貫払い）をしたあと、「ノーゲーム・ノーカウントとしてその局をやりなおす」のが一般的である。その局に出されたリーチ棒などの供託点は出した者に戻り、積み棒は積まずに局をやり直す。また、親も移動しない。
なお、牌を隠す・すりかえるなど、故意の重大なルール違反は反則行為ではなく不正行為（イカサマ）として区別される。コンピュータゲームの麻雀では反則行為が発生すること自体作成したプログラムが間違っていない限り起こり得ないため、この事象は起こらない。

## 罰則
麻雀で反則行為を行った場合には罰則（ペナルティ）を科される。発覚せずに次の局に移行した場合は、後で発覚したとしても罰則を適用しないのが一般的である。罰則は、重い順に、大きく次の3段階ある。

### 罰符
罰符（ばっぷ）は、重大な反則に対して科せられる罰則で、反則者が対戦相手3人に対して罰符と呼ばれる一定の点数を支払ったうえで、通常は元の局をやり直す。主として局の続行が不可能となるような反則に対して適用される。このような重大な反則を特にチョンボという。
和了（あがり）と同時に発生した場合は和了が優先となり、チョンボは不問となる。
支払う点数は満貫相当額とするのが一般的である。親がチョンボした場合は、他の3名に4000点ずつ支払う。子がチョンボした場合は、親に対して4000点、他の2名に2000点ずつを支払う。この罰符の支払いのことは、その点数から満貫払いとも呼ばれる。
チョンボという通常のあがりではない事象に親と子の差が出るのはおかしいという考え方から、チョンボした者が親か子かに拘わらず一定点数（3000点オールなど）とするルールもある。
役満阻止などの目的で故意の反則行為が行われることを防止するために、反則者のアガリ放棄で局を続行し、流局した場合に実際に罰符が適用される場合もある。この場合は他家の和了があった場合は罰符の支払いは免責される。

### アガリ放棄
アガリ放棄は局の続行が可能な反則に対して課せられる罰則で、課せられたものはその局において和了することが許されないとする罰則。その局に限り、反則者に和了を認めないとするペナルティ。一般的には、和了のみならず、リーチ・チー・ポン・カン、聴牌宣言なども許されない。次の局に移ると自動的に解かれる。

### 供託
反則者が一定の点棒を供託する罰則。局の続行が可能な反則行為のうち、比較的軽微なものに対して適用される。通常、供託される点棒は1000点であり、リーチ棒と同様に、直後に和了した者に与えられる。

## 減算方式
その場で罰符を払うのではなく、対局終了後にチョンボした者のトータルの成績から減算する方式。プロ団体の競技麻雀で多く採用されている。
日本プロ麻雀連盟、最高位戦日本プロ麻雀協会、麻将連合、RMUなどでは▲20ポイント、日本プロ麻雀協会などでは▲40ポイント となっている（協会のチャンピオンロードでは▲20ポイント）。また最高位戦では▲10ポイントとなる小チョンボもルールとして設けられており、局の終了、アガリ放棄、続行に分けられているほか、注意、指導も設けられている（1000点=1ポイント）。

## 反則行為
麻雀における反則行為の例をあげる。

### 和了時の間違い
通常、和了の間違い（誤ロンや誤ツモ）については、何らかのペナルティーが与えられる。
手牌を倒してしまった場合は罰符が、発声したのみの場合はアガリ放棄が適用されることが多いが、ハウスルールにより発声しただけでチョンボになる場合もあり、確認が必要である。
- 和了牌でない牌を和了牌と間違えて和了を宣言する。
- 前巡に捨てられた和了牌に対して和了を宣言する[13]。
- 立直後に認められていない暗槓をした後、和了を宣言する。
- 聴牌していないのに和了を宣言する。
- 役がないのに和了を宣言する。二翻縛りなのに一翻しかない状態で和了を宣言した場合も同様。
- フリテン状態でロン和了を宣言する。

### 立直時の間違い
- ノーテンリーチ、すなわち聴牌していない状態でリーチを宣言し、流局した場合[14]。リーチをかけた者は流局時に手牌を公開しなければならないので[5]、その時点で発覚し、罰符が適用される。他家があがるなど流局にならなかった場合にはペナルティはない。
- 通常の荒牌流局ではなく四家リーチや四開槓などで途中流局となった場合も、リーチ者は手牌を公開しなければならない[15]。その際テンパイしていないことが発覚すれば、ノーテンリーチとしてチョンボになる[15]。

### 副露の間違い
- 副露のミス。(錯チー・錯ポン・錯カン)

234の順子となる面子をチーしたつもりで134を晒してしまうというように副露の位置や牌を間違えた場合はアガリ放棄が適用される。通常は副露自体は成立し、誤った面子を晒したまま続行する。なお、打牌前に気付いた場合は供託で済ます（訂正可能な場合は訂正を認める）こともある。なお、11の対子に9でポンをするというような単純ミスといえない誤副露はチョンボを適用することもある。
- 喰い替え違反。

喰い替えが禁止されている場合の喰い替え違反。通常はアガリ放棄が適用される。

### 多牌と少牌
麻雀においては、各プレイヤーは13枚の手牌を持ち、順番に山から牌を1枚自摸し、不要な牌1枚を捨てる行為を繰り返す。手順通りゲームを進めている間は13枚のままだが、手順を誤る事によって手牌が14枚以上、12枚以下となることがある。普通は自己申告をする必要はないが、不正が疑われる可能性もある（特に多牌）。
- 多牌（ターハイ）

手牌が所定の枚数よりも多い状態。罰符かアガリ放棄のどちらかが適用される。多牌の原因としては、自摸の後不要牌を捨てる行為を忘れるなどのことが挙げられる。多牌を犯したプレイヤーについては、その局はアガリ放棄の罰則が課されるが、不正の疑いもあるため、罰符とするケースもある。配牌の後に誤って親がツモってしまうことで発生することもある。
- 少牌（ショウハイ）

手牌が所定の枚数よりも少ない状態。通常は、アガリ放棄が適用される。少牌の原因としては、自摸を忘れて不要牌を捨てるなどのことが挙げられる。少牌を犯したプレイヤーについては、その局はアガリ放棄の罰則が課される。
自動配牌型全自動卓においては、親が第一ツモを取り忘れて少牌が発生するトラブルが稀にある。これについてはこちらを参照。
当然ながら、どちらの場合も発覚してから無理矢理枚数を合わせたりしてはならない。

### 見せ牌・腰
- 見せ牌とは牌を河に切る前などに、手牌の一部を晒してしまうこと。指摘された牌は故意・過失問わず、その牌が後に切られても鳴けなかったり、現物や待ちに絡む場合、または同色牌全てで和了出来ないとするハウスルールがある。晒した後すぐに適用されることもあれば、人に指摘された場合のみ適用されるとするルールもある。どちらかと言えばマナーに属するもので、罰則付きで採用されることは少ない。
- 腰とは他家が捨てた牌を鳴くか否かで迷ってしまった時を指す。見せ牌同様の処置が取られることもある。（腰は基準が曖昧で判定しにくい面もある）

### その他
- 壁牌（山）を崩してしまった場合。回復不能の場合には罰符、軽微な場合にはアガリ放棄や供託とする。見えてしまった牌は見せ牌となる場合もある。
- 全自動麻雀卓で、間違えてスイッチを押して捨牌や山を洗牌ドラムの中に落としてしまった場合。続行不能としてチョンボとなり、罰符が適用される。
- ネット麻雀で、ゲーム途中で回線切断、もしくは退席した場合。処置はゲームにより異なる。例として、以後終局までの間強制的にツモ切りさせられる、即座にゲームマシンのノンプレイヤーキャラクターと交代させられる、ペナルティとして0点（点棒をすべて失った状態）の最下位として清算、記録が行われる、などがある。
- 先ヅモに対して厳しい罰則を設け、「先ヅモはアガリ放棄」と明文化しているルールもある(最高位戦プロ麻雀協会など)。[17]

## チョンボについて
本記事では、罰符が適用される反則行為についてをチョンボと定義したが、さらに狭義と広義のチョンボがある。

### 狭義のチョンボ
元来は「間違った和了」の意味であり、和了の条件を満たしていないにもかかわらず和了を宣言したような場合（誤ロンあるいは誤ツモ）をチョンボと呼んだ。チョンボは、漢字では錯和、または、狆和、または冲和と表記される。

### 広義のチョンボ
罰符が適用される反則行為にとどまらず、麻雀における反則行為全般についてチョンボと呼ぶ場合がある。また、日常生活においても、不注意による失敗をチョンボと表現することがある。